# Pedaliodes petronius
Pedaliodes petronius är en fjärilsart som beskrevs av Grose-smith 1900. Pedaliodes petronius ingår i släktet Pedaliodes och familjen praktfjärilar. Inga underarter finns listade i Catalogue of Life.